# يوجي غوتو
يوجي غوتو (باليابانية: 後藤 裕司) (20 أغسطس 1985 في غيفو في اليابان – )؛ هو لاعب كرة قدم ياباني سابق كان يلعب كلاعب وسط.

## وصلات خارجية
- يوجي غوتو على موقع رابطة كرة القدم اليابانية للمحترفين (اليابانية)
- يوجي غوتو على موقع قاعدة بيانات كرة القدم.إي يو (الإنجليزية)
- يوجي غوتو على موقع Soccerway.com (الإنجليزية)
- يوجي غوتو على موقع عالم كرة القدم.نت (الإنجليزية)